# Liebe ist alles
Liebe ist alles ist ein Lied des Popduos Rosenstolz. Es wurde am 1. März 2004 beim Label Universal Music Group veröffentlicht und von Ulf Leo Sommer sowie den beiden Musikern von Rosenstolz selbst geschrieben. Das Lied ist auf dem Rosenstolz-Album Herz enthalten.

## Chartplatzierungen
Die Single stieg am 15. März 2004 auf Platz 6 in die deutschen Single-Charts ein, was zugleich die höchste Platzierung darstellte, und konnte sich insgesamt 19 Wochen in den Charts halten. In Österreich war die Single 9 Wochen vertreten und kam bis auf Platz 47.

## Coverversionen
Grégory Lemarchal brachte 2005 eine französischsprachige Version unter dem Titel Je deviens moi auf seinem gleichnamigen Album heraus. Adoro erreichte mit einer Coverversion 2009 Platz 60 in Deutschland.
Melanie C veröffentlichte 2011 unter dem Titel Let There Be Love eine englischsprachige Version. Im Februar 2022 erschien eine Coverversion von Lucy Diakovska gemeinsam mit Marcella Rockefeller. Für das Musical Romeo & Julia – Liebe ist alles von Plate und Sommer, welches ab 2023 in Berlin läuft, wurde das Lied titelgebend als Musicalversion angepasst und wird dort vom Ensemble sowie Soloparts von Yasmina Hempel, Paul Csitkovics, Steffi Irmen und Anthony Curtis Kirby gesungen. Im Februar 2025 erschien eine Coverversion von Roland Kaiser.